# Micronutrienti
I micronutrienti sono principi nutritivi necessari agli esseri umani e ad altri esseri viventi in piccole quantità, e che gli stessi organismi non riescono a produrre, per dar luogo ad un'intera serie di funzioni fisiologiche indispensabili ai fini del metabolismo.

## Definizione
Nel campo dell'alimentazione, si definiscono micronutrienti le sostanze ingerite dall'organismo la cui funzione non è direttamente correlata alla produzione di energia e alla crescita. Per tali funzioni l'organismo utilizza i macronutrienti (proteine, lipidi e carboidrati). Tali sostanze si trovano negli alimenti, e devono essere assunte giornalmente in quantità superiori alle decine di grammi.
In contrapposizione ai macronutrienti si definiscono i micronutrienti, generalmente assunti in quantità inferiori al grammo giornaliero. Anche i micronutrienti sono presenti nei normali alimenti, ma una dieta non equilibrata può causarne la ridotta assunzione, e quindi i problemi e le malattie dovuti alla carenza di uno o più micronutrienti. Per ciascun micronutriente è stata definita la RDA (Recommended Daily Allowance, razione giornaliera raccomandata).

Il reale fabbisogno di alcuni micronutrienti è sempre attualmente dibattuto e soggetto a numerose revisioni e aggiornamenti, e gli scienziati a volte non sono in accordo tra loro sull'importanza o meno, o sulla tossicità di alcuni micronutrienti, per esempio il fluoro è considerato da alcuni studiosi non essenziale per l'organismo umano.

Si ricorda che, in alcuni casi, si tratta di micronutrienti che devono essere presenti in tracce (quantità piccolissime) e all'interno dell'organismo questi devono essere legati a dei precisi atomi o composti, altrimenti sono estremamente tossici e soggetti ad accumulo nell'organismo, per cui il reale dosaggio nell'organismo non deve essere banalizzato; infatti per alcuni micronutrienti sono molto più frequenti i rischi da sovradosaggio piuttosto che i rischi da un apporto ridotto.

## Suddivisione
I micronutrienti si suddividono in vitamine e minerali. I micronutrienti minerali, a loro volta, si suddividono in macroelementi e microelementi o oligoelementi . I microelementi o oligoelementi si suddividono a loro volta in elementi traccia ed elementi ultra-traccia.

Quindi, volendo suddividere meticolosamente i micronutrienti minerali, si avranno: i macroelementi, gli elementi traccia, gli elementi ultra-traccia; dove gli ultimi due gruppi citati (elementi traccia ed elementi ultra-traccia) appartengono al gruppo microelementi o oligoelementi.

### Vitamine
Le vitamine presenti nell’organismo umano sono:
- A
- B (B1 B2 B6 B12)
- Acido Pantotenico
- Acido Folico
- C
- D
- E
- K
- Biotina

### Macroelementi
Devono essere assunti dall'organismo umano nell'ordine di grammo/giorno.
- calcio
- fosforo
- potassio
- sodio
- cloro
- magnesio
- zolfo

### Microelementi e oligoelementi
Si suddividono a loro volta in elementi traccia ed elementi ultra-traccia

#### Elementi traccia
Sono elementi traccia (assunti dall'organismo umano nell'ordine di milligrammo/giorno):
- ferro
- zinco
- rame
- cobalto (tossico allo stato ionico, e assunto solo in forma organicata, tramite l'apporto di vitamina B12)
- iodio
- fluoro
- cromo
- manganese
- molibdeno
- selenio
- vanadio
- silicio
- Boro

#### Elementi ultra-traccia
Sono elementi ultra-traccia (assunti dall'organismo umano nell'ordine di microgrammo/giorno):
- litio
- nichel
- arsenico

## Funzione
I micronutrienti sono necessari per la produzione di enzimi e ormoni, e quindi intervengono nella regolazione della crescita, nello sviluppo, nella regolazione del sistema immunitario e nella regolazione dell'apparato riproduttivo.